# Overcooked

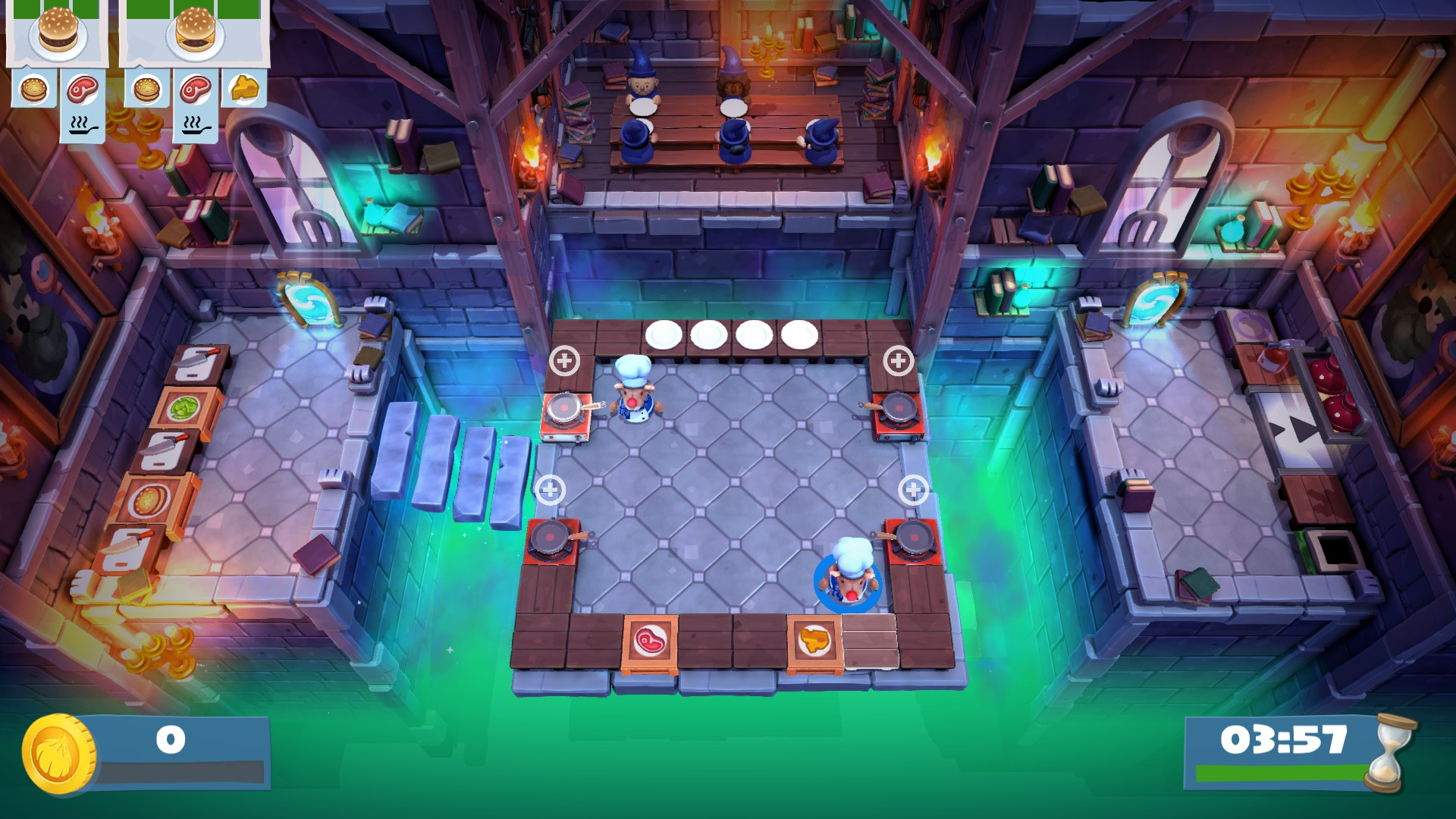
Screenshot aus Overcooked 2

Overcooked (Eigenschreibweise: Overcooked!) ist ein kooperatives Koch-Simulationspiel, das von Ghost Town Games entwickelt und von Team17 veröffentlicht wurde. Bis zu vier Spieler steuern Köche in verschiedensten Küchen, die mit Hindernissen und Gefahren gefüllt sind, um schnell und unter Einhaltung eines Zeitlimits Mahlzeiten zuzubereiten und bestimmte Bestellungen abzuarbeiten. Das Spiel wurde 2016 für Microsoft Windows, PlayStation 4 und Xbox One veröffentlicht. Am 27. Juli 2017 erschien eine Version für Nintendo Switch.
Im August 2018 wurde eine Fortsetzung, Overcooked 2, veröffentlicht. Im März 2021 erschien mit Overcooked! All You Can Eat eine Kollektion aus beiden Spielen und allen Download-Inhalten sowie einem Crossplay-Multiplayer-Modus und weiteren Verbesserungen, wie 4K-Unterstützung.

## Spielprinzip
Die Spieler in Overcooked übernehmen die Rolle von Köchen in einer Küche, die Mahlzeiten durch das Schneiden und Kochen von Zutaten vorbereiten und dann servieren. Danach werden die dreckigen Teller gewaschen. Da es ein Zeitlimit gibt, müssen die Aufträge, die den Spielern während der Runde erteilt werden, möglichst schnell durch das Ausliefern der gewünschten Mahlzeit abgearbeitet werden. Meistens müssen mehrere Bestellungen verschiedener Arten (z. B. Suppen und Burger) gleichzeitig abgeliefert werden, weshalb es für eine effiziente Bewältigung der Aufgaben notwendig ist, dass alle Spieler zusammenarbeiten. Für jede korrekt abgegebene Bestellung gibt es Punkte (die als Münzen dargestellt sind), mit einem Bonus („Trinkgeld“), wenn die Bestellung früher als nötig abgegeben wurde. Entspricht das abgegebene Gericht nicht der geforderten Bestellung, gibt es keine Punkte und die Spieler haben nur Zeit verschwendet. Ziel ist es, innerhalb des Zeitlimits möglichst viele Punkte zu sammeln. Die Spieler werden nach einem 3-Sterne-System bewertet, je nachdem wie viele Punkte erreicht wurden.
Das Kochen wird dadurch erschwert, dass jedes Level einen anderen Aufbau hat. Die Stationen für die Zutaten, die Schneidebretter, die Herde und Öfen, die Abgabestation und andere Elemente sind in jedem Level neu angeordnet und in der Regel über die gesamte Küche zerstreut, sodass die Spieler zwischen den Stationen hin- und herlaufen müssen, was sehr zeitaufwendig ist. Einige Level stellen besondere Herausforderungen an die Spieler, wie z. B. eine Küche, die durch einen Fußgängerüberweg getrennt ist, wobei die Fußgänger den Köchen in die Quere kommen können. In einem anderen Level befindet sich die Küche auf der Ladefläche von zwei Lastwagen, die mit unterschiedlichen Geschwindigkeiten eine Straße entlang fahren, so dass ein Wechsel von einer Küchenhälfte zur anderen nicht immer möglich ist. Eine weitere Küche befindet sich auf einem Eisberg, so dass die Spieler vorsichtigere Bewegungen machen müssen, damit sie nicht herunterfallen.
In der Kampagne gibt es etwa 30 Level, außerdem ein Endboss-Level. Durch den Erwerb von Zusatzinhalten können weitere Level freigeschaltet werden.
Overcooked ist als lokales kooperatives Spiel für bis zu vier Spieler konzipiert. Es gibt auch eine kompetitive Mehrspieler-Option, bei der zwei Teams gegeneinander antreten, um in einer bestimmten Zeit möglichst viele Punkte zu sammeln. Außerdem verfügt das Spiel über einen Einzelspielermodus, in dem der Spieler zwei Köche steuern kann, indem er zwischen ihnen hin- und herschaltet oder versucht, beide gleichzeitig zu steuern. Einen Online-Mehrspielermodus hat das Spiel nicht.

### Zusätzliche Inhalte
Zusätzliche Inhalte:
- The Lost Morsel
- Festive Seasoning

Sonderausgaben:
- Gourmet Edition: Grundspiel & The Lost Morsel
- Holiday Bundle / Special Edition: Grundspiel, The Lost Morsel, & Festive Seasoning